# Amadou Baba Sy
Pour les articles homonymes, voir Sy.
Amadou Baba Sy, est un médecin et homme politique malien né à Ségou le 28 décembre 1963.
Après ses études fondamentales et secondaires à Ségou, Amadou Baba Sy poursuit des études de médecine à l’École nationale de médecine et de pharmacie et obtient son doctorat en 1989.
Amadou Baba Sy a occupé plusieurs fonctions dans les programmes de lutte contre le Sida (médecin d’appui au suivi des commissions techniques du Programme national de lutte contre le Sida en 1991, Chef de projet prévention de lutte contre le sida de 1991 à 1994, Coordinateur national du programme santé de Plan international Mali et chef du projet de lutte contre le sida de 2000 à 2004) et dans la santé en général (directeur technique du Fonds d’action sociale pour l’éducation familiale de 1994 à 1999, coordinateur du programme de coopération internationale de santé Paris-Bamako-Ouagadougou, un programme financé par l’Union européenne).
Amadou Baba Sy milite au sein du Congrès national d'initiative démocratique. Le 20 août 2012, il est nommé ministre des Mines dans le deuxième gouvernement de Cheick Modibo Diarra. Le 15 décembre 2012, il est reconduit au même poste dans le Gouvernement de Diango Cissoko.
Amadou Baba Sy parle français, anglais et bambara.